# 寺本インターチェンジ
寺本インターチェンジ（てらもとインターチェンジ）は、愛知県知多市にある、西知多産業道路（国道155号・国道247号のバイパス）のインターチェンジである。現在は東海JCT方面からの出口のみであるため、寺本出口と表記されている。

## 概要
2012年3月1日に当ICより南側に位置する朝倉ICの直前にあった「美濃新橋出口」の廃止に伴って供用開始された。これにより名古屋方面から工業団地や住宅地として開発が進められている浦浜地区への直接の乗り入れが可能となった。
また西知多産業道路から愛知県道24号知多東浦線へのアクセス道路として2010年9月から整備されていた「知多市道浦浜線」があわせて開通した。今後は、西知多道路の整備にあわせて「寺本IC」として新設される予定である。

## 接続する道路
- 直接接続:知多市道浦浜線[1]
- 間接接続:国道155号・国道247号旧道、愛知県道24号知多東浦線

## 隣
西知多産業道路
横須賀IC - 寺本IC - 朝倉IC

## 周辺
- 尾張八幡神社
- 知多運動公園